# Gedrongen zeehoornblad
Gedrongen zeehoornblad (Dasya sessilis) is een roodwier uit de klasse Florideophyceae. De wetenschappelijke naam van de soort werd voor het eerst in 1928 geldig gepubliceerd door Yamada.

## Kenmerken
Gedrongen zeehoornblad, die tot 20-30 cm hoog wordt, is donkerrood van kleur. Het thallus (vorm van de plant) is filamenteus en bestaat uit een basale hechtschijf, hoofdassen die polysiphoon zijn (meerdere cellen in doorsnede) en zijtakken die monosiphoon zijn (enkele rij cellen in doorsnede). De monosiphone zijtakjes zijn basaal 45-50 µm in doorsnede en tot 17 µm in doorsnede aan de toppen.